# 1879 w muzyce
Wydarzenia muzyczne w 1879 roku.

## Wydarzenia
- 1 stycznia – w lipskim Gewandhausie miało miejsce prawykonanie Koncertu skrzypcowego D-dur op. 77 Johannesa Brahmsa[1][2][3]
- 11 stycznia – w paryskim Société Nationale de Musique miało miejsce prawykonanie dwóch pieśni Gabriela Faurégo: „Après un rêve” op. 7 nr 1 oraz „Sylvie” op. 6 nr 3[1][2]
- 12 stycznia
  - w wiedeńskiej Sofiensaal miało miejsce prawykonanie walca „Kennst du mich?” op. 381 Johanna Straussa (syna)[1][2]
  - w Wiedniu odbyło się prawykonanie pieśni „Abendregen” op. 70 Johannesa Brahmsa[1][2]
- 13 stycznia – w paryskim Théâtre des Bouffes-Parisiens miała miejsce premiera opery La marocaine Jacques’a Offenbacha[1][2]
- 2 lutego – w Pradze odbyło się prawykonanie „Bagatelles” op. 47 Antonína Dvořáka[1][2][4]
- 8 lutego – w liońskim Grand Théâtre miała miejsce premiera opery Étienne Marcel Camille’a Saint-Saënsa[1][2][5]
- 20 lutego – w Paryżu odbyło się prawykonanie „Pariser Polki” op. 382 Johanna Straussa (syna)[1][2]
- 26 lutego – w Berlinie odbyło się prawykonanie „Caprice Russe” op. 120 Antona Rubinsteina[1][2]
- 2 marca – w Wiener Musikverein odbyło się prawykonanie polki „Nur fort!” op. 383 Johanna Straussa (syna)[1][2]
- 8 marca – w londyńskim Pałacu Kryształowym miało miejsce prawykonanie I symfonii Charlesa Villiersa Stanforda[1][2]
- 15 marca – w londyńskim Pałacu Kryształowym miało miejsce prawykonanie uwertury „Guillem de Cabestanh” Huberta Parry’ego[1][2]
- 16 marca – w Pradze odbyło się prawykonanie „Psalmu 149” op. 79 Antonína Dvořáka[1][2]
- 25 marca – w Pradze odbyło się prawykonanie V symfonii op. 76 Antonína Dvořáka[1][2][6]
- 27 marca – w mediolańskiej La Scali miała miejsce premiera opery Maria Tudor Antônio Carlosa Gomesa[1][2][7]
- 29 marca
  - w moskiewskim Małym Teatrze miała miejsce premiera opery Eugeniusz Oniegin Piotra Czajkowskiego[1][2][8]
  - w praskiej Konvikt Hall odbyło się prawykonanie Kwartetu smyczkowego nr 1 JB 1:105 Bedřicha Smetany[1][2][9]
  - w Pradze odbyło się prawykonanie Mazurka na skrzypce i fortepian op. 49 Antonína Dvořáka[1][2]
- 5 kwietnia – w Kopenhadze odbyło się prawykonanie pieśni „The Mountain Thral” op. 32 Edvarda Griega[1][2]
- 23 kwietnia – w Pradze odbyło się prawykonanie „Festival March” B. 88 Antonína Dvořáka[1][2]
- 1 maja – w Paryżu odbyła się premiera operetki Une éducation manquée Emmanuela Chabriera[1][2][10]
- 16 maja – w Pradze odbyło się prawykonanie Suity czeskiej op. 39 Antonína Dvořáka[1][2][11]
- 30 maja – w lipskim Gewandhaus miało miejsce prawykonanie Kwartetu smyczkowego nr 2 op. 2 George’a Whitefielda Chadwicka[1][2][12]
- 7 czerwca – w Paryżu odbyło się prawykonanie „Marche héroïque de Szabadi” Jules’a Masseneta[1][2][13]
- 20 czerwca – w lipskim Gewandhaus odbyło się prawykonanie „Rip van Winkle Overture” George’a Whitefielda Chadwicka[1][2][14]
- 29 czerwca – w Turnovie odbyło się prawykonanie Tria fortepianowego nr 2 op. 26 Antonína Dvořáka[1][2][15]
- 10 lipca – w Weimarze odbyło się prawykonanie „Septem sacramenta” S. 52 Ferenca Liszta[1][2][16]
- 15 lipca – w Monachium odbyło się prawykonanie kantaty „Das Glück von Edenhall” Engelberta Humperdincka[1][2]
- 28 sierpnia – w Birmingham odbyło się prawykonanie „La lyre et la harpe” op. 57 Camille’a Saint-Saënsa[1][2]
- 8 września – w Zamku Sychrov odbyło się prawykonanie „Ave maris stella” op. 19b Antonína Dvořáka[1][2][17]
- 24 września – w Berlinie odbyło się prawykonanie ostatniej z trzech pieśni „Rapsodii słowiańskiej” op. 45 Antonína Dvořáka[1][2][18]
- 1 października – w hamburskim Theater am Dammtor miała miejsce premiera opery Néron Antona Rubinsteina[19]
- 22 października – w Wiedniu odbyło się prawykonanie „Capriccia”. Allegretto non troppo (B minor) op. 76 nr 2 Johannesa Brahmsa[1][2][20]
- 29 października – w Berlinie odbyło się prawykonanie skompletowanego „8 Klavierstücke” op. 76 Johannesa Brahmsa[1][2][20]
- 2 listopada – w Moskwie odbyło się prawykonanie „Wielkiej sonaty” op. 37 Piotra Czajkowskiego[1][2][21]
- 8 listopada – w Bonn odbyło się prawykonanie Sonaty skrzypcowej nr 1 op. 78 Johannesa Brahmsa[1][2][22]
- 9 listopada – w Berlinie odbyło się prawykonanie Sekstetu smyczkowego op. 48 Antonína Dvořáka[1][2]
- 10 listopada – w Magdeburgu odbyło się prawykonanie Kwartetu smyczkowego nr 10 op. 51 Antonína Dvořáka[1][2][23]
- 16 listopada – w Wiener Musikverein odbyło się prawykonanie walca „Nordseebilder” op. 390 Johanna Straussa (syna)[1][2]
- 7 grudnia – w Wiener Musikverein miało miejsce prawykonanie „Opern-Maskenball-Quadrille” op. 384 Johanna Straussa (syna)[1][2]
- 12 grudnia
  - w Wiener Musikverein miała miejsce premiera opery Des Teufels Lustschloß D.84 Franza Schuberta[1][2]
  - w Berlinie odbyło się prawykonanie Wariacji na temat Roberta Schumanna op. 9 Johannesa Brahmsa[1][2][24]
- 13 grudnia – w paryskim Théâtre des Folies-Dramatiques miała miejsce premiera opery Córka tamburmajora Jacques’a Offenbacha[1][2][25]
- 16 grudnia – w Wiedniu odbyło się prawykonanie pieśni nr 1 op. 69 Johannesa Brahmsa[1][2]
- 17 grudnia – w Wiedniu odbyło się prawykonanie ballady „Edward” op. 75 Johannesa Brahmsa[1][2][26]
- 20 grudnia – w Moskwie odbyło się prawykonanie Suity nr 1 op. 43 Piotra Czajkowskiego[1][2][27]
- 25 grudnia – w Pilźnie odbyło się prawykonanie Mazurka op. 49 Antonína Dvořáka[1][2][28]
- 28 grudnia – w Pradze odbyło się prawykonanie Walców praskich B.99 Antonína Dvořáka[1][2]
- 30 grudnia – w Paignton w Royal Bijou Theatre miała miejsce premiera operetki Piraci z Penzance Arthura Sullivana[1][2][29]

## Urodzili się
- 1 stycznia – Mieczysława Ćwiklińska, polska aktorka teatralna i filmowa, śpiewaczka (sopran) (zm. 1972)
- 3 stycznia – Lina Abarbanell, niemiecka śpiewaczka operowa (sopran), producentka na Broadwayu (zm. 1963)
- 24 stycznia – Stanisław Ludkewycz, ukraiński kompozytor, muzykolog, pedagog, badacz folkloru (zm. 1979)
- 5 lutego – Natanael Berg, szwedzki kompozytor (zm. 1957)
- 8 lutego – Mizzi Günther, austriacka śpiewaczka operetkowa (sopran) i aktorka (zm. 1961)
- 11 lutego – Jean Gilbert, niemiecki kompozytor i dyrygent operetkowy (zm. 1942)
- 21 lutego – Jadwiga Zaleska-Mazurowska, polska pianistka (zm. 1944)
- 23 lutego – Rudolf Sieczyński, austriacki kompozytor, pisarz, urzędnik, prezes Związku Kompozytorów Austriackich (zm. 1952)
- 25 lutego – Otakar Ostrčil, czeski kompozytor i dyrygent (zm. 1935)
- 26 lutego
  - Frank Bridge, angielski altowiolista, kompozytor, dyrygent (zm. 1941)
  - Paul Grümmer, niemiecki wiolonczelista i gambista (zm. 1965)
- 19 marca – Joseph Haas, niemiecki kompozytor (zm. 1960)
- 1 kwietnia – Ilja Szatrow, rosyjski kompozytor i dyrygent orkiestr wojskowych (zm. 1952)
- 4 kwietnia – Gabriel Grovlez, francuski kompozytor i dyrygent (zm. 1944)
- 23 kwietnia – Stanisław Namysłowski, polski skrzypek, kompozytor i dyrygent (zm. 1963)
- 29 kwietnia – Thomas Beecham, brytyjski dyrygent (zm. 1961)
- 16 maja – Poldowski, właśc. Régine Wieniawski, brytyjska kompozytorka i pianistka pochodzenia belgijsko-polskiego, córka Henryka Wieniawskiego (zm. 1932)
- 22 maja
  - Jean Cras, francuski kompozytor, oficer marynarki wojennej (zm. 1932)
  - Wanda Kossakowa, polska pianistka, pedagog muzyczna (zm. 1960)
- 31 maja – Frances Alda, amerykańska śpiewaczka pochodzenia nowozelandzkiego (sopran) (zm. 1952)
- 5 czerwca – Adolf Wiklund, szwedzki kompozytor, dyrygent i pianista (zm. 1950)
- 11 czerwca – Julia Claussen, szwedzka śpiewaczka operowa (mezzosopran) (zm. 1941)
- 13 czerwca – Maria Gay, katalońska śpiewaczka operowa (mezzosopran) (zm. 1943)
- 30 czerwca – Paweł Bojakowski, polski kompozytor, dyrygent i nauczyciel muzyki (zm. 1960)
- 5 lipca
  - Volkmar Andreae, szwajcarski kompozytor (zm. 1962)
  - Philippe Gaubert, francuski flecista, dyrygent, kompozytor (zm. 1941)
  - Wanda Landowska, polska klawesynistka, pianistka, kompozytorka (zm. 1959)
- 9 lipca – Ottorino Respighi, włoski kompozytor i muzykolog (zm. 1936)
- 12 lipca – Bolesław Raczyński, polski kompozytor i pedagog muzyczny (zm. 1937)
- 1 sierpnia – Roman Chojnacki, polski profesor teorii muzyki, dyrektor artystyczny Filharmonii Warszawskiej (Filharmonii Narodowej), dziennikarz muzyczny (zm. 1938)
- 4 sierpnia – Józef Reiss, polski muzykolog (zm. 1956)
- 13 sierpnia – John Ireland, angielski kompozytor (zm. 1962)
- 23 sierpnia – Alfrēds Kalniņš, łotewski kompozytor, twórca opery narodowej (zm. 1951)
- 31 sierpnia – Alma Mahler-Werfel, austriacka kompozytorka i malarka (zm. 1964)
- 30 września – Henri Casadesus, francuski altowiolista (zm. 1947)
- 7 października – Joe Hill, amerykański pieśniarz, działacz związkowy, członek Robotników Przemysłowych Świata (IWW), poeta, dramaturg (zm. 1915)
- 18 października – Grzegorz Fitelberg, polski dyrygent i kompozytor i skrzypek (zm. 1953)
- 21 października – Joseph Canteloube, francuski kompozytor i muzykolog (zm. 1957)
- 28 października – Conrado del Campo, hiszpański kompozytor, dyrygent, altowiolista, pedagog i krytyk muzyczny (zm. 1953)
- 13 listopada
  - Maurice Delage, francuski kompozytor (zm. 1961)
  - Alicja Simon, polska muzykolog pochodzenia żydowskiego, profesor Uniwersytetu Łódzkiego (zm. 1958)
- 27 listopada – Adam Tadeusz Wieniawski, polski pedagog muzyczny i kompozytor (zm. 1950)
- 29 listopada – Jacob Gade, duński skrzypek i kompozytor (zm. 1963)
- 2 grudnia – Rudolf Friml, amerykański kompozytor i pianista pochodzenia czeskiego (zm. 1972)
- 4 grudnia – Hamilton Harty, irlandzki kompozytor, dyrygent, pianista i organista (zm. 1941)
- 14 grudnia – Armen Tigranian, ormiański kompozytor operowy i dyrygent (zm. 1950)
- 15 grudnia – Rudolf Laban, węgierski tancerz, choreograf i teoretyk tańca (zm. 1958)
- 17 grudnia – Fritz Stein, niemiecki muzykolog, dyrygent i organista (zm. 1961)
- 26 grudnia – Julius Weismann, niemiecki kompozytor (zm. 1950)
- 27 grudnia – Bunk Johnson, amerykański kornecista i muzyk jazzu tradycyjnego (zm. 1949)
- 30 grudnia – Margarethe Siems, niemiecka śpiewaczka operowa (sopran) (zm. 1952)

Data dzienna nieznana
- Joseph Rumshinsky, amerykański kompozytor pochodzenia żydowskiego (zm. 1956)

## Zmarli
- 23 stycznia – Adolf Jensen, niemiecki pianista, kompozytor i pedagog muzyczny (ur. 1837)
- 8 kwietnia – Nikołaj Zaremba, rosyjski kompozytor i pedagog muzyczny (ur. 1821)
- 9 kwietnia – Ernst Richter, niemiecki kompozytor klasyczny i teoretyk muzyki (ur. 1808)
- 26 kwietnia – Édouard-Léon Scott de Martinville, francuski zecer i księgarz, twórca fonautografu (ur. 1817)
- 29 czerwca – Apolinary Kątski, polski skrzypek, kompozytor i pedagog muzyczny (ur. 1824)
- 6 lipca – Henry Thomas Smart, angielski organista i kompozytor (zm. 1813)
- 16 lipca – Franciszka Nimfa von Gaschin-Rosenberg, polska pianistka, kompozytorka i filantropka (ur. 1817)
- 22 sierpnia – Friedrich August Kummer, niemiecki kompozytor, wiolonczelista i oboista (ur. 1797)
- 12 września
  - Peter Heise, duński kompozytor i organista (ur. 1830)
  - Gustave-Hippolyte Roger, francuski śpiewak operowy (tenor) (ur. 1815)